# Shaun of the Dead
Shaun of the Dead är en brittisk skräckkomedifilm från 2004 i regi av Edgar Wright. Filmen har beskrivits som en hyllning till zombiefilmer i allmänhet. I filmen framställs våld och blod på ett komiskt sätt, som en något mildare splatterfilm.

## Handling
Shaun (Simon Pegg) och hans bästa vän Ed (Nick Frost) tillbringar största delen av sin lediga tid på lokalpubben "The Winchester". En kväll bestämmer sig hans flickvän (Kate Ashfield) att göra slut, eftersom Shaun inte gör något med sitt liv. Shaun bestämmer sig för att göra något åt sitt liv för att kunna bli ihop med sin flickvän igen och försöka komma överens med sin styvfar (Bill Nighy).
Tyvärr så bestämmer sig de döda att vandra på jorden på samma gång och vad som följer är en zombieinvasion som försätter landet i kaos. Shaun flyr tillsammans med sina vänner till den sista utposten som han känner till: The Winchester.

## Rollista
- Simon Pegg - Shaun
- Nick Frost - Ed
- Kate Ashfield - Liz
- Lucy Davis - Dianne
- Dylan Moran - David
- Penelope Wilton - Barbara, Shaun's mother
- Bill Nighy - Philip, Shaun's stepfather
- Jessica Stevenson - Yvonne
- Peter Serafinowicz - Pete
- Rafe Spall - Noel
- Martin Freeman - Declan
- Reece Shearsmith - Mark
- Tamsin Greig - Maggie
- Julia Deakin - Yvonne's mum
- Matt Lucas - Cousin Tom

## Om filmen
Manusförfattarna Simon Pegg (även huvudrollsinnehavare) och Edgar Wright (filmens regissör) samarbetade på tv-serien Spaced. Ursprungsidén till Shaun of the Dead kom ur ett avsnitt av Spaced där rollen som Simon Pegg spelar springer omkring i ett Resident Evil-inspirerat segment.
Filmen blev ett internationellt genombrott för Pegg och Nick Frost, och hjälpte Bill Nighy att ytterligare etablera sitt namn efter filmen Underworld (2003).